# Церецел
Церецел (болг. Церецел) — село в Болгарии. Находится в Софийской области, входит в общину Своге. Население составляет 40 человек (2022).

## Политическая ситуация
Церецел подчиняется непосредственно общине и не имеет своего кмета.
Кмет (мэр) общины Своге — Емил Цветанов Атанасов (Болгарская социалистическая партия (БСП), Национальное движение «Симеон Второй» (НДСВ), «ЛИДЕР», Зелёные, Политический клуб «Экогласность», Евророма) по результатам выборов в правление общины.